# 로우 레이바
로우 레이바 (Raw Leiba, 1975년 ~ )는 미국의 모델, 배우, 텔레비전 배우이다.
뉴저지주에서 태어났다.

## 영화
- 사이버네틱스: 어반 사이보그 (2013년)
- 더 라스트 아메리칸 귀도 (2013년)
- 퍼펙트 (2013년)
- 사이버네틱스 (2012년)
- 더 시터 (2011년)
- 코난 : 암흑의 시대 (2011년)
- 페이블: 티스 오브 비스츠 (2009년)
- 커버 (2008년)
- 더 와이어 시즌1 (2002년)